# Demande de temps d'observation
Une demande de temps d'observation (en anglais : observing time proposal) est une procédure par laquelle des astronomes soumettent à un observatoire un programme d'observation pour lequel ils demandent une allocation de temps d'observation sur un ou plusieurs instruments.
Cette demande détaille les cibles que les astronomes souhaitent observer, la durée, les dates et l'instrument (ou les instruments) d'observation, la raison (justification) de la volonté d'observer ces objets, la justification du besoin de l'instrument demandé et comment ils comptent faire pour analyser les données. Un jury se réunit ensuite afin de choisir les meilleures propositions.
Pour les grands instruments, la demande de temps de télescope cible une période de temps de 6 mois.